# Louis de La Forge
Louis de La Forge, född 24 november 1632 i La Flèche, död 1666 i Saumur, var en fransk filosof.
Louis de La Forge var son till en läkare och själv medicine doktor. Han var vän med René Descartes, vars system han antog. Han vidareutvecklade detta som en av grundarna av ockasionalismen.